# Ancylodactylus spawlsi
Ancylodactylus spawlsi — вид геконоподібних ящірок родини геконових (Gekkonidae). Ендемік Кенії. Описаний у 2022 році.

## Поширення і екологія
Ancylodactylus spawlsi відомі з типової місцевості, розташованої в заповіднику Лоллдаїга на території округа Лаікіпія, на висоті 2120 м над рівнем моря.